# Chrysopodes gonzalezi
Chrysopodes gonzalezi är en insektsart som först beskrevs av Navás 1913.  Chrysopodes gonzalezi ingår i släktet Chrysopodes och familjen guldögonsländor. Inga underarter finns listade i Catalogue of Life.